# Gliniec (województwo mazowieckie)
Gliniec dawniej też Glinice – wieś w Polsce położona w województwie mazowieckim, w powiecie przysuskim, w gminie Przysucha. Wieś ma status sołectwa.
| SIMC    | Nazwa | Rodzaj    |
| ------- | ----- | --------- |
| 0633685 | Rożek | część wsi |

W latach 1954–1972 wieś należała i była siedzibą władz gromady Gliniec. W latach 1975–1998 miejscowość administracyjnie należała do województwa radomskiego.
Wierni Kościoła rzymskokatolickiego należą do parafii św. Wojciecha w Skrzyńsku lub  do parafii bł. Władysława z Gielniowa w Gielniowie.